# Tanconville
Tanconville – miejscowość i gmina we Francji, w regionie Grand Est, w departamencie Meurthe i Mozela.
Według danych na rok 1990 gminę zamieszkiwało 115 osób, a gęstość zaludnienia wynosiła 28 osób/km² (wśród 2335 gmin Lotaryngii Tanconville plasuje się na 930. miejscu pod względem liczby ludności, natomiast pod względem powierzchni na miejscu 1087.).